# Shark Bay
För andra betydelser, se Shark Bay (olika betydelser).
Shark Bay är ett område i Gascoyneregionen i Western Australia. Området ligger över 800 kilometer norr om Perth i den västligaste delen av Australien. 

## Världsarvet Shark Bay
Bukten Shark Bay täcker en yta på 8 000 km², med ett medeldjup på 9 meter. Kustlinjen är över 1 500 km lång. Shark Bay ligger i gränsområdet mellan tre stora klimatzoner och mellan två stora botaniska regioner.
Shark Bay är ett område av stor zoologisk betydelse. Det är hem för omkring 10 000 sjökor och där finns många delfiner, särskilt vid Monkey Mia. Området innehåller 26 utrotningshotade australiska däggdjursarter, över 300 fågelarter och nära 100 reptilarter. Det är dessutom en viktig lekplats och bostad för fiskar, kräftdjur och nässeldjur. Där finns 323 fiskarter och många hajar och rockor. Området är vidare känt för sina levande stromatoliter.
Shark Bay har världens största kända sammanhängande område av sjögräs, med sjögräsängar som täcker mer än 4 000 km² av bukten. Det är inklusive 1 030 km² Wooramel sjögräsbank, den största sjögräsbanken i världen. Shark Bay innehåller också det största antalet arter av sjögräs som någonsin dokumenterats i ett område; 12 arter har hittats därav upp till nio tillsammans på ett och samma ställe.
Shark Bay skrevs 1991 in på Unescos världsarvslista. Världsarvsområdet täcker en area på 23 000 km². Det inkluderar många skyddade områden och naturreservat, inklusive Shark Bay Marine Park, Francois Peron National Park, Hamelin Pools marina naturreservat i viken Hamelin Pool, Zuydorps naturreservat på udden Zuytdorp Point. Orterna Denham och Useless Loop, en företagsstad, faller båda inom gränserna av världsarvet men ingår ej i själva världsarvet.